# 安宫牛黄丸
安宮牛黃丸屬於中醫方劑的開竅劑，出自吳鞠通的《溫病條辨》，由12味中藥組成，主要功用為清熱開竅、豁痰解毒，是用以治療溫熱病熱陷心包，中風昏迷，小兒驚厥的方劑，症狀為神昏譫語、煩躁不安等。
其歷史悠久達兩百年以上，創劑者為乾隆年間藥商吳鞠通，其概念研發多年之後在乾隆58年間一場大瘟疫的壓力中成藥應用，解救了數十人從此名聲大噪。

## 功效
中医学認爲牛黄可以解熱、鎮靜、消炎、降壓、復蘇、保肝及增加腦血流量。此為急救用藥，通常用於有熱性中風前期徵兆，或已經中風發病的當下。此劑略有毒性，且毒性物質明確，並不適宜當平日服用養生的藥物。除老年人心血管疾病發作以外，小兒高燒驚厥時以三分之一丸熱水化開後服用亦有效。
2019新型冠状病毒疫情中，中华人民共和国国家卫生健康委员会、国家中医药管理局在第三版、第四版、第五版诊疗方案中将安宫牛黄丸作为推荐处方药。

## 處方
安宫牛黄丸的主要成份有：
- 牛黃（20%）
- 犀角（20%）
- 鬱金（15%）
- 麝香（5%）
- 黃連
- 珍珠，並輔以黃芩、梔子、冰片、朱砂、雄黄。以上諸藥，研極細末，並以蜂蜜（佔總重量15%）煉之成丸，以金箔為衣外以白蠟保護。

每次服一丸，1-3歳小兒服1/4丸。脈虛者，用人參湯送下；脈實者，用銀花薄荷湯送下。
成份裡的犀牛角，據說1990年代初及以前出産的安宮牛黃丸使用的仍然是犀牛角。後來由於保護野生動物的原因而被禁用，所以已經改用水牛角濃縮粉代替，實務驗證上兩者藥效並無差別。

## 毒性
安宫牛黄丸含有的雄黄、朱砂都有毒性。雄黄的主要化学成分为四硫化四砷，长期服用会造成砷中毒，而朱砂的主要成分硫化汞则可导致汞中毒。美國魚類及野生動物管理局法医实验室的抽查结果表明，南京同仁堂生产的安宫牛黄丸含砷量与含汞量相当高，其中含砷量为3.21至36.6毫克、含汞量为80.7至621.3毫克，有些远高于慢性中毒量。另外有临床实验表明使用安宫牛黄丸可能导致汞毒性肾病 、过敏反应、体温过低等。
由于含有雄黄、朱砂，美国、日本都禁止进口、出售安宫牛黄丸。

## 派生方剂
《中国药典》2020版一部载：
- 安宫牛黄丸，即本品[11]
- 安宫牛黄散，比例不变改散剂[12]
- 安宫降压丸。水牛角浓缩粉减半，除去朱砂、雄黄，以珍珠母代珍珠，加天麻、黄芪、白芍、党参、麦冬、醋五味子、川芎。也参见：生脉散。[13]
- 清开灵口服液、片剂、软胶囊、泡腾片、注射液、胶囊、颗粒。[14]以珍珠母代珍珠，以胆酸、猪去氧胆酸代牛黄，以黄芩苷代黄芪，去除郁金、冰片、黄连、朱砂、雄黄，加板蓝根、金银花。主要偏重清热解毒，用于外感风热、火毒内盛。[15]

## 誤用
安宮牛黃丸中大部份藥材的藥性皆為性寒或性涼，對熱閉神昏發作時有治療用途。但對於寒閉神昏，安宮牛黃丸作為一種寒涼藥，安宮牛黃丸或令病情加重。因此中医认为，中風發作時，需先了解病人中風情況為熱閉神昏或是寒閉神昏才用藥，而不是任何中風情況皆適合使用安宮牛黃丸。
另外安宮牛黃丸在中風發病時適合作急救用途，但對預防中風的日常保健或治療中風後遺症並無功效。反而安宮牛黃丸含有一定毒性，若將安宮牛黃丸當作保健品反而有損健康。
同一系列的药物“清开灵”也性寒凉，不应用于寻常感冒，尤其是不能用于初期。只应在符合高热惊厥等适应证时使用。

## 外部連結
- 安宮牛黃丸 （页面存档备份，存于） 中藥方劑像數據庫 (香港浸會大學中醫藥學院) （中文）（英文）